# Źródło (film 2000)
Źródło (tytuł oryg. The Spring) – amerykański fantastycznonaukowy film telewizyjny z 2000 roku w reżyserii Davida Jacksona. Adaptacja prozy Clifforda Irvinga, bazującej na amerykańskiej legendzie o Fontannie Młodości. Akcja filmu toczy się w niewielkim miasteczku Springfield. 

## Opis fabuły
Dennis Conway (Kyle MacLachlan) to młody wdowiec ze stanu Nowy Jork. Wraz z nastoletnim synem Nickiem wybrał się samochodem na wakacje. Przypadkowo spędzają noc w uroczym miasteczka Springfield, w którym nie ma starych ludzi. Drobny wypadek unieruchamia Nicka w miejscowym szpitalu, a jego ojciec wpada w oko pięknej lekarce Sophie (Alison Eastwood). Wkrótce Dennis zaczyna zauważać, że w miasteczku dzieje się coś dziwnego. Wszyscy mieszkańcy dożywają stu lat w młodości i zdrowiu. Zawdzięczają to fantastycznym właściwościom wody z miejscowego źródła. Lecz dla każdego setne urodziny muszą być ostatnimi. Kto jest innego zdania, ten łamie przymierze. 

## Obsada
- Kyle MacLachlan – Dennis Conway
- Alison Eastwood – Sophie Weston
- Joseph Cross – Nick Conway
- George Eads – Gus
- Aaron Pearl – Josh Gamble
- Zachary Ansley – Robert Lovell / Woodrow Lovell
- Deni DeLory – Molly Lovell
- Andrew Francis – Dylan McLean
- Kendall Cross – Megan O'Hare
- Stacy Grant – Grace Pendergast
- Byron Lucas – Jack Pendergast
- Ronin Wong – Burmistrz Watanabe